# Intellec
Intellec（インテレック）コンピュータは、インテルが自社プロセッサの開発プラットフォームとして1970年代に製造した初期のマイクロコンピュータのシリーズである。Intellecコンピュータは、最初のマイクロコンピュータの1つで、著名なAltair 8800よりも2年以上前に販売された。

## 概要
Intellecの最初のシリーズには、4004用のIntellec 4、4040用のIntellec 4 Mod 40、8008用のIntellec 8、8080用のIntellec 8 Mod 80があった。Intellec 4と8は、1973年6月にニューヨークコロシアムで開催された米国コンピューター会議（NCC）で発表された。Intellecコンピュータは一般には販売されず、開発者のみに販売され、非常に限られた数しか製造されなかった。Intellec 8の販売価格は2,395ドルであった。

## 機能
Intellecは常駐型モニターをROMに格納して搭載していた。また、アセンブラ、リンカ、デバッガを搭載し、インサーキット・エミュレータとして機能する能力も備えていた。さらに、PL/Mコンパイラ、クロスアセンブラ、シミュレータも用意され、アセンブリよりも高水準の言語でプログラムを書くことができるようになっていた。またFORTRANコンパイラも利用可能であった。Intellec 8は、110ボーのテレタイプ、高速パンチ紙テープリーダ、1200ボーのCRTターミナルをサポートした。Intellec 8は、最大16kのメモリをアドレス指定でき、5kがプリインストールされていた。Intellec 4は、命令メモリとして1k PROMと4k RAM、および2,560ワードまで拡張可能な320個の4ビットワードのデータメモリを搭載していた。Intellec 8は800 kHzの2相クロックで動作し、命令サイクルタイムは12.5 μsであった。Intellec 4は750 kHzという低速クロックレートで動作し、命令サイクルタイムは10.8 μsと高速であった。いずれのシステムとも、ラックマウントするように設計された「Bare Bones」エディションも用意され、フロントパネル、電源、完成したシャーシが省かれてた。両機種とも重量は14キログラム (31 lb)である。

## 使用

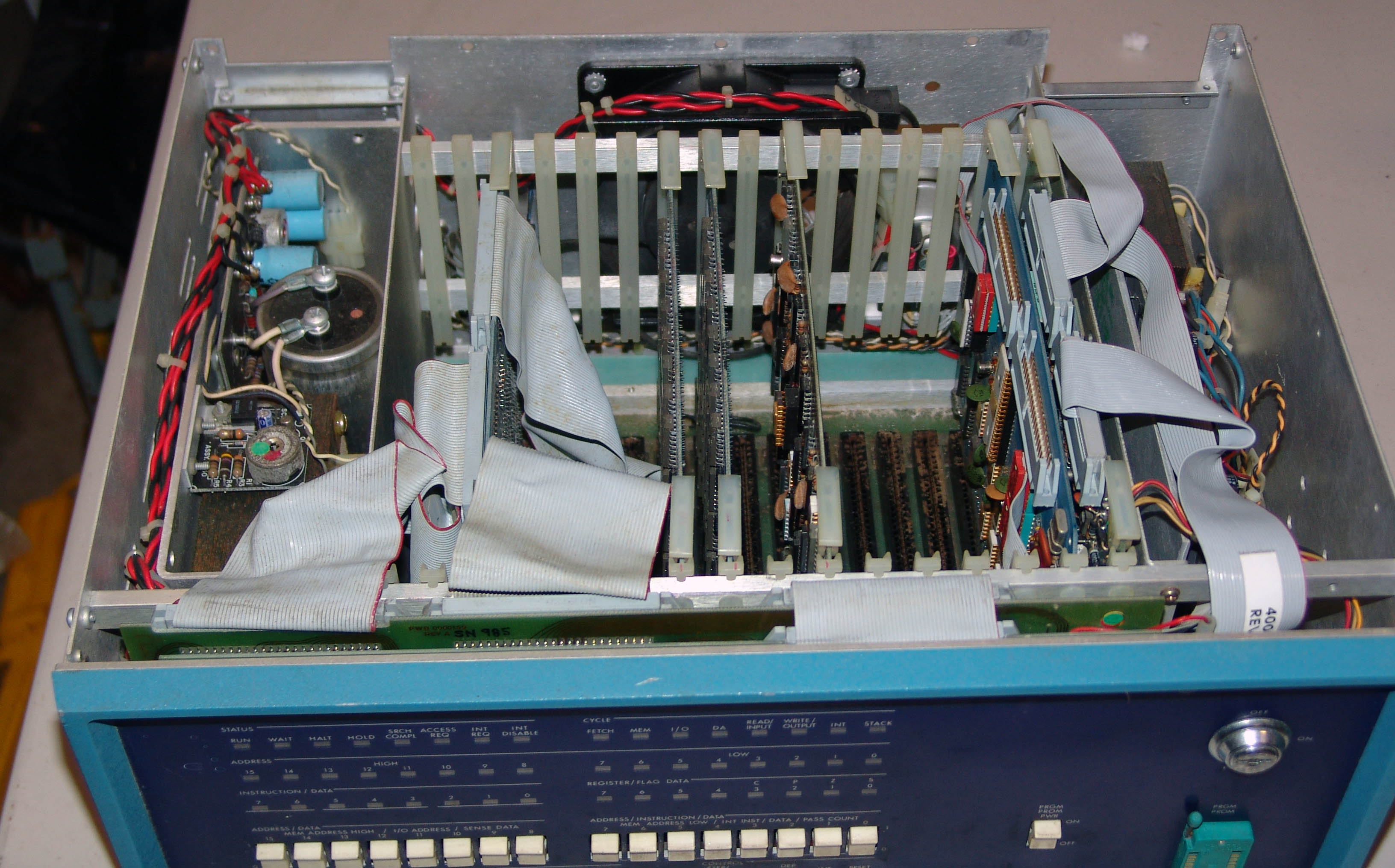
Intel MCS8 Intellecマイクロコンピュータのカバーを外した内部を見る。

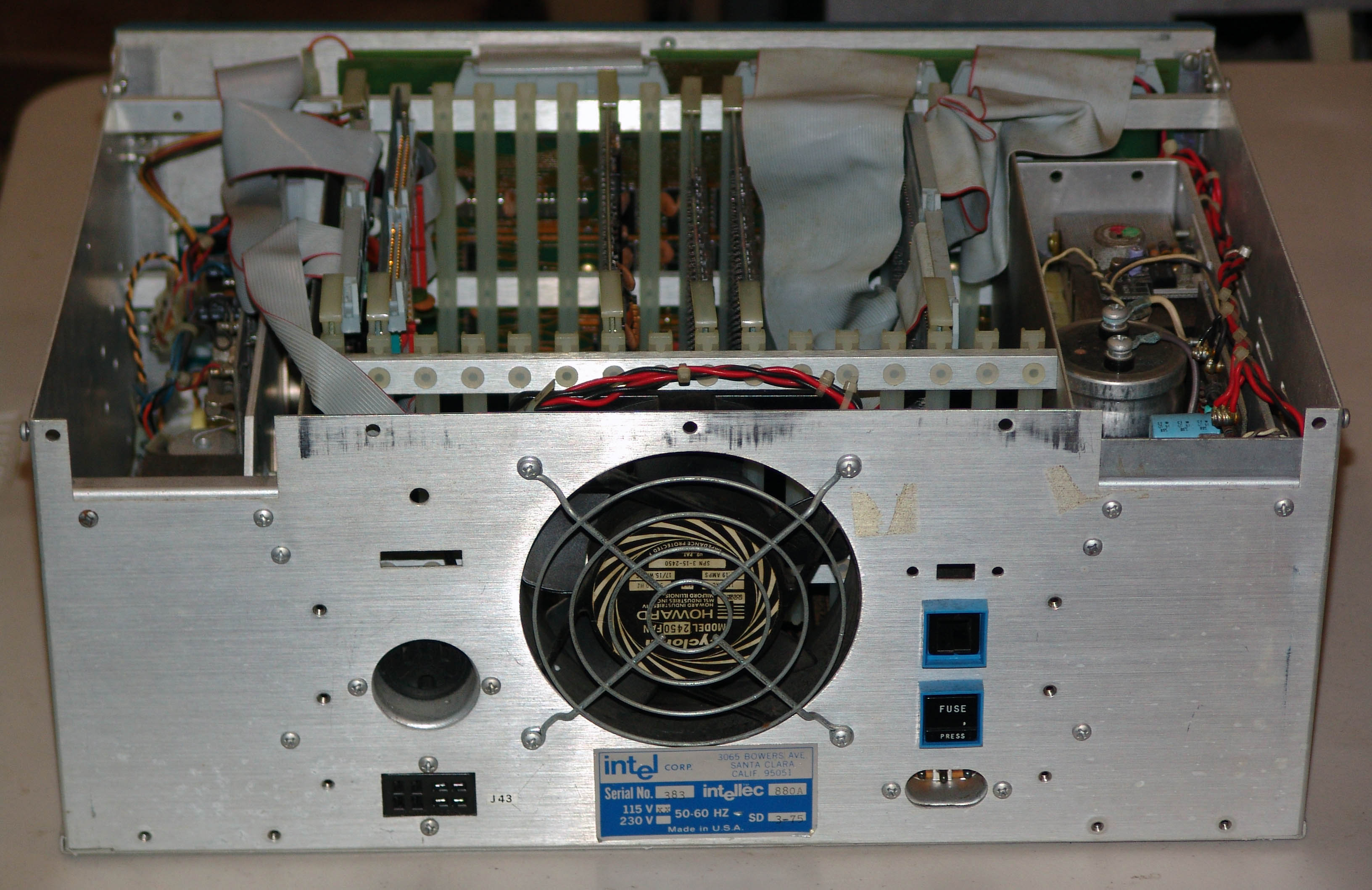
Intel MCS8 Intellecマイクロコンピュータをシャシー後部から見る。

インテルはIntellecを、汎用マイクロコンピュータとしてではなく、自社マイクロプロセッサの開発システムとして販売した。最初のマイクロプロセッサは、電卓、キャッシュレジスタ、科学計測器、コンピュータ端末、プリンタ、プロッタ、産業用ロボット、シンセサイザ、ゲーム機などの組み込みシステムを実行することを目的としていたので、Intellecは組み込みシステムで使われるプログラマブルメモリチップをプログラムするのに使われた。たとえば、2048ビット（256バイト）Intel 1602Aプログラマブルリードオンリーメモリ（PROM）や消去可能な1702A EPROMチップをIntellec 8のフロントパネルのZIFソケットに挿入し、プログラムを書き込むことができた。チッププログラミングソケットは、Intellecのフロントパネルの右下隅にある緑色のデバイスである。
インテルはまた、他のOEMマイクロコンピュータを開発するためのシステムとして、Intellecマイクロコンピュータ開発システムも販売した。

## 参考項目
- Intelシステム開発キット（英語版） - 新しいプロセッサのコンセプトや機能を理解するための開発キット（SDK）
- 初期のマイクロコンピュータの一覧（英語版）
- ISIS (オペレーティングシステム)（英語版） - 8080など初期のIntelマイクロプロセッサ用のオペレーティングシステム